# Lancer du disque masculin aux championnats du monde d'athlétisme 1997
Navigation
Göteborg 1995 Séville 1999
L'épreuve du lancer du disque masculin des championnats du monde d'athlétisme 1997 s'est déroulée les 8 et 10 août 1997 au Stade olympique d'Athènes, en Grèce. Elle est remportée par l'Allemand Lars Riedel.

## Résultats

### Finale
| Rang               | Athlète               | Pays        | Essais | Essais | Essais | Essais | Essais | Essais | Marque  | Notes |
| Rang               | Athlète               | Pays        | 1      | 2      | 3      | 4      | 5      | 6      | Marque  | Notes |
| ------------------ | --------------------- | ----------- | ------ | ------ | ------ | ------ | ------ | ------ | ------- | ----- |
| Médaille d'or      | Lars Riedel           | Allemagne   | 65.48  | 68.24  | 68.54  | X      | X      | 66.80  | 68,54 m |       |
| Médaille d'argent  | Virgilijus Alekna     | Lituanie    | 62.44  | 66.70  | 63.20  | 63.12  | X      | X      | 66,70 m | SB    |
| Médaille de bronze | Jürgen Schult         | Allemagne   | 66.14  | 65.20  | 65.54  | X      | 62.34  | 64.94  | 66,14 m | SB    |
| 4                  | Vladimir Dubrovshchik | Biélorussie | 62.98  | 60.30  | 65.36  | 65.46  | 62.44  | 66.12  | 66,12 m |       |
| 5                  | John Godina           | États-Unis  | 65.40  | X      | 57.32  | 64.82  | 64.92  | 64.30  | 65,40 m |       |
| 6                  | Andreas Seelig        | Allemagne   | 63.00  | 64.48  | 62.80  | X      | 64.12  | 63.64  | 64,48 m |       |
| 7                  | Adam Setliff          | États-Unis  | 62.32  | 62.80  | X      | 61.84  | X      | 63.44  | 63,44 m |       |
| 8                  | Robert Weir           | Royaume-Uni | 63.06  | 60.18  | 61.40  | 62.22  | X      | 58.70  | 63,06 m |       |
| 9                  | Jason Tunks           | Canada      | 59.16  | 62.30  | 61.88  |        |        |        | 62,30 m |       |
| 10                 | Vitaliy Sidorov       | Ukraine     | 60.32  | 59.68  | X      |        |        |        | 60,32 m |       |
| 11                 | Vasiliy Kaptyukh      | Biélorussie | 60.12  | X      | X      |        |        |        | 60,12 m |       |
| 12                 | Aleksander Tammert    | Estonie     | 59.44  | 59.18  | 58.46  |        |        |        | 59,44 m |       |

## Légende
Records et Performances
- AR : Record continental (area record)
- CR : Record des championnats (championship record)
- MR : Record du meeting (meet record)
- NR : Record national (national record)
- OR : Record olympique (olympic record)
- PR : Record paralympique (paralympic record)
- PB : Record personnel (personal best)
- SB : Meilleure performance personnelle de la saison (season's best)
- WL : Meilleure performance mondiale de l'année (world leader)
- WJR : Record du monde junior (world junior record)
- WR : Record du monde (world record)

Circonstances et Conditions
- DNF : N'a pas terminé (did not finish)
- DNS : N'a pas pris le départ (did not start)
- DQ : Disqualification (disqualification)
- NM : Aucun essai valable enregistré (No Mark)
- Q : Qualifié « directement » au prochain tour (ou à la prochaine compétition), lors d'une compétition majeure, grâce au classement ou à la réalisation des minima (automatic qualifier)
- q : Qualifié au prochain tour (ou à la prochaine compétition), lors d'une compétition majeure, grâce au repêchage ou à la réalisation de l'une des meilleures performances parmi celles des « non qualifiés directement » (grâce au meilleur temps ou à la meilleure distance par exemple) (secondary qualifier)